# Małgorzata I
Małgorzata I (ur. w 1353 w Søborgu, zm. 28 października 1412 we Flensburgu) – władczyni Danii, Norwegii i Szwecji.
Była córką króla duńskiego Waldemara IV (panował w latach 1340–1375) i Helwigi (córki księcia Szlezwiku Eryka II, pochodzącego w prostej linii od króla Danii Abla). Dzięki powiązaniom dynastycznym oraz zręcznie prowadzonej polityce władała wszystkimi trzema królestwami skandynawskimi. W 1397 w Kalmarze doprowadziła do zjednoczenia Danii, Norwegii i Szwecji (unia kalmarska). Choć jej polityczne dzieło nie zostało nigdy w pełni zrealizowane, unia połączyła formalnie państwa skandynawskie na ponad 100 lat.

## Powiązania rodzinne i wielka polityka
Małgorzata była córką jednego z wybitniejszych władców średniowiecznej Danii – Waldemara Atterdaga (Odnowiciela), który po latach chaosu i bezkrólewia usunął rządzących Danią Holsztyńczyków i odnowił potęgę królestwa. W tym czasie władcą Szwecji i Norwegii był Magnus Eriksson. Władca ten po porażce w starciu z potężną Lubeką, która wspierała Waldemara IV, został zmuszony w 1343 przez norweskich możnych do koronacji młodszego syna, trzyletniego Haakona, na króla Norwegii. Jednak rosnąca potęga Hanzy (na czele której stała Lubeka), jak i osłabienie rządów Magnusa, który musiał dopuścić do współrządów także starszego syna, Eryka, zbliżyły dawnych wrogów. Pertraktacje zakończyły się ogłoszeniem sojuszu, który przypieczętowany został zaręczynami Małgorzaty z królem Norwegii Haakonem Magnussonem (1357). Już trzy lata później sojusze się odwróciły gdy Waldemar niespodziewanie najechał Skanię i odzyskał ją dla Danii (Szwecja była w jej posiadaniu od zakupu w 1332). Zaręczyny zostały więc zerwane. Kolejne sukcesy ojca Małgorzaty (zajęcie Olandii i Gotlandii) pchnęły Szwecję do sojuszu z Holsztynem i Hanzą. Jednak zaborcza polityka Lubeki, rujnująca gospodarkę Norwegii i wspierająca niemieckich kupców w Sztokholmie, jak i klęska poniesiona przez hanzeatów na morzu w 1361, zachęciły królów Norwegii i Szwecji do pogodzenia się ze stratą Skanii i podjęcia się próby obalenia supremacji gospodarczej Niemców na Bałtyku. Tak powstał sojusz trzech królestw skandynawskich przypieczętowany małżeństwem Haakona VI z Małgorzatą (1363). Ślub ten miał zadecydować o losie Małgorzaty jak i całej Skandynawii.
Rezygnacja ze Skanii została w Szwecji uznana za zdradę króla Magnusa. Część szwedzkich możnych, którzy już wcześniej tworzyli silną opozycję przeciw królowi powołała na tron jego siostrzeńca Albrechta Meklemburskiego (najstarszy syn Magnusa, Eryk, zmarł w 1359). Hanza wsparła niemieckiego kandydata, który pokonał Magnusa i już w 1363 Albrecht koronował się na króla Szwecji. Był to poważny cios dla polityki duńskiej. Teraz Dania miała przeciwko sobie nie tylko Hanzę, ale także Szwecję, Holsztyn i Meklemburgię, za sojusznika zaś tylko słabą Norwegię, gdzie rządził wciąż mąż Małgorzaty, ostatni syn Magnusa – Haakon VI. Hanza zdobyła wkrótce przewagę w wojnie i 24 maja 1370 w Strzałowie zmusiła duńskiego króla do ustępstw gospodarczych. Najbardziej upokarzającym warunkiem pokoju była jednak klauzula, która dawała Hanzie prawo głosu w sprawie następstwa duńskiego tronu.

## Objęcie rządów
Następstwo tronu po Waldemarze IV było sprawą sporną. Gdy w 1375 król zmarł jedynym żyjącym jego dzieckiem była Małgorzata. Ponieważ jednak w Danii tradycyjnie kobieta nie mogła zasiąść na tronie, powołano na króla jej syna, dziedzica korony norweskiej – Olafa Haakonssona. Hanza, obawiając się wzrostu potęgi Meklemburgów, zgodziła się na ten wybór. Dzięki wsparciu najważniejszego z możnowładców duńskich, Henninga Podebuska, regentką została Małgorzata. Podebusk, jako seneszal królestwa, od czasu Waldemara posiadał wielkie wpływy. I choć pozostał do końca wierny Małgorzacie, po jego śmierci (w 1388) królowa nie obsadziła więcej tego wpływowego urzędu. W 1380, pięć lat po śmierci ojca Małgorzaty, zmarł król Haakon VI i oba królestwa połączyła unia personalna: Olaf był już bowiem królem Danii (jako Olaf II) i teraz został władcą Norwegii (jako Olaf IV) oraz tytularnym władcą Szwecji (jako ostatni z Folkungów obalonych w Szwecji na rzecz Meklemburczyków). Małgorzata objęła teraz regencję również w Norwegii, jako tamtejsza królowa wdowa. Władczyni starała się zachować poprawne stosunki z Hanzą, potwierdzając jej wszystkie przywileje; zakończyła również walkę z Holsztynem, oddając holsztyńskiemu księciu Gerardowi VI w lenno Szlezwik. Tymczasem rządy Albrechta Meklemburskiego w Szwecji stawały się coraz mniej popularne. Król otaczał się Niemcami, starał się też obsadzać nimi urzędy ziemskie i oddawał w zarząd zamki. Wkrótce wyrosła przeciw niemu silna opozycja, na czele której stanął najbogatszy człowiek Szwecji, właściciel 1/3 rycerskiej ziemi w królestwie – Bo Jonsson Grip. W swym testamencie zapisał swój olbrzymi majątek radzie złożonej ze Szwedów, której zadaniem było wykupienie z rąk niemieckich wszystkich zastawionych przez króla dóbr (1386). Ponieważ Albrecht usiłował podważyć testament, Szwedzi zwrócili się w 1388 do Małgorzaty, jako „pani i gospodyni Szwecji”, o wykonanie testamentu. Gdy w 1389 wojska królowej pokonały zaciężną armię Albrechta pod Falköping, a Meklemburczyk znalazł się w niewoli – wszystkie trzy królestwa znalazły się pod panowaniem Małgorzaty. Ponieważ jednak dwa lata wcześniej zmarł jedyny syn królowej i spadkobierca trzech tytułów królewskich, siedemnastoletni Olaf II, należało znaleźć nowego następcę tronu. Został nim wnuk siostry królowej, Eryk Pomorski, którego w 1389 Małgorzata adoptowała i koronowała na króla Norwegii.

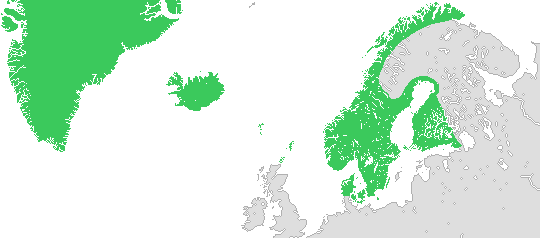
Ziemie pod panowaniem Małgorzaty I

## Władczyni trzech królestw
Wojna ze zwolennikami Albrechta trwała aż do 1395, gdyż niemieccy mieszczanie Sztokholmu korzystając ze wsparcia korsarzy bałtyckich – tzw. braci witalijskich, wciąż stawiali opór wojskom skandynawskim. Dopiero w czerwcu 1395 Małgorzata zawarła za pośrednictwem Lubeki porozumienie z Albrechtem na zamku Lindholmen. Albrecht po sześciu latach odzyskał wolność w zamian za obietnicę zapłaty 60 tysięcy grzywien. Jako gwarancję wypłacenia okupu oddał Sztokholm na trzy lata w ręce Hanzy. Ponieważ nie wywiązał się z umowy, Hanza w 1398 przekazała miasto Małgorzacie. Sam Albrecht zrzekł się tronu szwedzkiego dopiero w 1405. W tym samym czasie plagą na Bałtyku stali się korsarze wspierający Meklemburczyka w walce przeciw królowej. Ich główną bazą była Gotlandia. Walkę z nimi podjął na własną rękę wielki mistrz zakonu krzyżackiego, Konrad von Jungingen, i w 1398 zajął wyspę. Próba jej odbicia z rąk krzyżackich w 1403 nie powiodła się. Zakon zwrócił ją Danii za okupem dopiero w 1408, w obliczu zbliżającej się konfrontacji z Polską i Litwą.

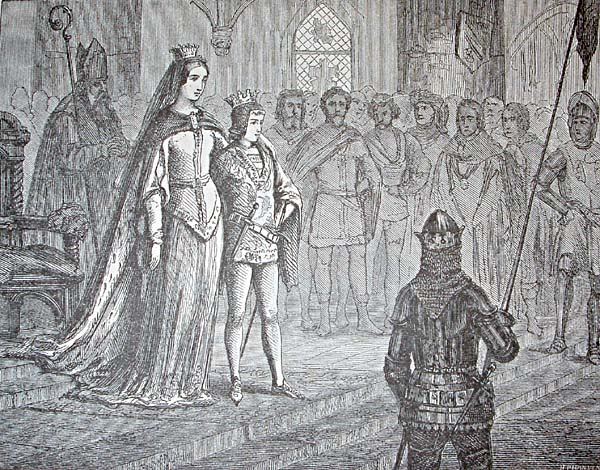
Koronacja Eryka Pomorskiego na króla Unii

Sukcesy polityczne Małgorzaty przyniosły w Skandynawii długo oczekiwaną stabilizację. Królowa, chcąc zapewnić trwały pokój między trzema państwami, zorganizowała w 1397 zjazd delegatów królestw w Kalmarze, na którym podpisano unię kalmarską. W rzeczywistości były to dwa dokumenty: list koronacyjny i list unijny. Pierwszy z nich stwierdzał, że państwa skandynawskie będzie łączyć osoba dziedzicznego władcy. List unijny, podpisany zaledwie przez 17 delegatów, zapewniał niezależność prawną królestw, a także potwierdzał „wieczysty” sojusz i wspólną politykę zagraniczną trzech królestw. W Kalmarze na króla unii został koronowany Eryk Pomorski. Jednak rządy wciąż sprawowała Małgorzata, nawet po osiągnięciu przez Eryka pełnoletniości w 1401. Królowa umacniała pozycję monarchy we wszystkich trzech królestwach. Nie zwoływała przedstawicielstw stanowych, a opróżnionych stanowisk państwowych nie obsadzała nowymi ludźmi otaczając się zaufanymi doradcami, często pochodzącymi z nizin społecznych. Troszczyła się również szczególnie o powiększenie dochodów skarbowych. Jej rządy przyniosły stabilizację, ale także hegemonię Danii w unii. O ile w słabej Norwegii, gdzie miejscowa arystokracja stopiła się z duńską, nie budziło to oporu, o tyle w Szwecji nie podobało się obsadzanie stanowisk kościelnych i państwowych przez Duńczyków. Jednak zręczna i pojednawcza polityka Małgorzaty wobec szwedzkiej rady królewskiej i umocnienie pozycji królestw wobec Hanzy umożliwiło utrzymanie pokoju. Dopiero po jej śmierci, w 1412, nieudolne rządy jej następców miały doprowadzić do rozkładu dzieła politycznego królowej.

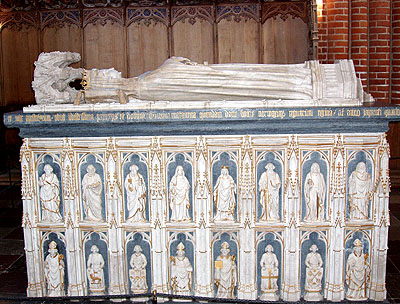
Sarkofag Małgorzaty I w katedrze w Roskilde.

## Śmierć
Małgorzata zmarła nagle na swym statku w porcie we Flensburgu. Została pochowana w katedrze w Roskilde, starej stolicy Danii. Jej sarkofag w 1423 wykonał lubecki rzeźbiarz Johannes Junge. Katedra w Roskilde otrzymała od Małgorzaty hojne nadania pod warunkiem regularnego odprawiania mszy za jej duszę. Po wprowadzeniu w Danii, w 1536, reformacji zwyczaju tego zaniechano – jednak do dziś specjalny dzwon katedry dwa razy dziennie przypomina pamięć wielkiej królowej całej Skandynawii.

## Rodzina
W 1363 Małgorzata I poślubiła Haakona VI, króla Norwegii, z którym miała jednego syna, Olafa (ur. w grudniu 1370, zm. 3 sierpnia 1387, król Danii i król Norwegii).
Jej adoptowanymi dziećmi byli Eryk Pomorski i Katarzyna pomorska.